# Polyschides kaiyomaruae
Polyschides kaiyomaruae är en blötdjursart som beskrevs av Takashi A. Okutani 1975. Polyschides kaiyomaruae ingår i släktet Polyschides och familjen Gadilidae. Inga underarter finns listade i Catalogue of Life.